# Собор Святого Магнуса
Собор Святого Магнуса (англ. St. Magnus Cathedral) — церковь в городе Керкуолл на Оркнейских островах, у северного побережья Шотландии, является самым северным в Шотландии и, соответственно, всей Великобритании. Собор принадлежит шотландской пресвитерианской церкви. Собор построен в романском стиле, и освящён в честь святого Магнуса Оркнейского. Являлся кафедрой для епископов Оркнейских, Оркнейского епископства, которое как и сами острова в то время принадлежали норвежским ярлам.

## Святой Магнус Оркнейский
Святой Магнус был сыном Эрлинга, одного из правителей Оркнейских островов. Святой прославился своим благочестием и кротостью. Он был принуждён принять участие в военном походе на Англси в Уэльсе с конунгом Норвегии Магнусом Голоногим. Однако во время сражения при Менай Стрит в 1098 году Магнус Святой отказался биться с противником, при этом остался на корабле, демонстрируя свою храбрость, и пел церковные псалмы во время сражения, не защищаясь никаким оружием. Вскоре Магнус Святой сбежал от Магнуса Голоногого и скитался некоторое время по Оркнейским и Шетландским островам до тех пор, пока Магнус Голоногий не погиб.

В начале XII в. норвежский конунг Эйстейн II даровал ему и его двоюродному брату Хакону титулы ярлов и власть на Оркнейских и Шетландских островах, где они совместно правили примерно с 1105 до 1114 года. Затем между братьями произошёл разлад, и они встретились на Мейнленде со своими войсками, готовые вступить в сражение. Но братья заключили перемирие и договорились встретиться в Пасхальное воскресенье возле небольшого острова Эгильсей. По договору каждый должен был прибыть с двумя кораблями и разрешить все разногласия мирным путём. Магнус к острову прибыл, как и договаривались, с двумя кораблями. Хакон же предательски выступил на 8 кораблях и захватил двоюродного брата. Магнус Святой предложил на выбор три пути: разрешить ему уехать в паломничество в Святую Землю и больше не возвращаться на острова, отправить его в ссылку в Шотландию или ослепить и заключить в темницу. Хакон согласился на третий вариант, однако местная знать настояла на убийстве Магнуса. Однако, как рассказывается в Саге об Оркнейцах, никто не хотел стать его убийцей, и тогда Магнус Святой стал подбодрять их, объясняя, что самый большой грешник — тот, кто отдал приказ об убийстве. В результате Магнуса зарубил повар Хакона Лифольв. 

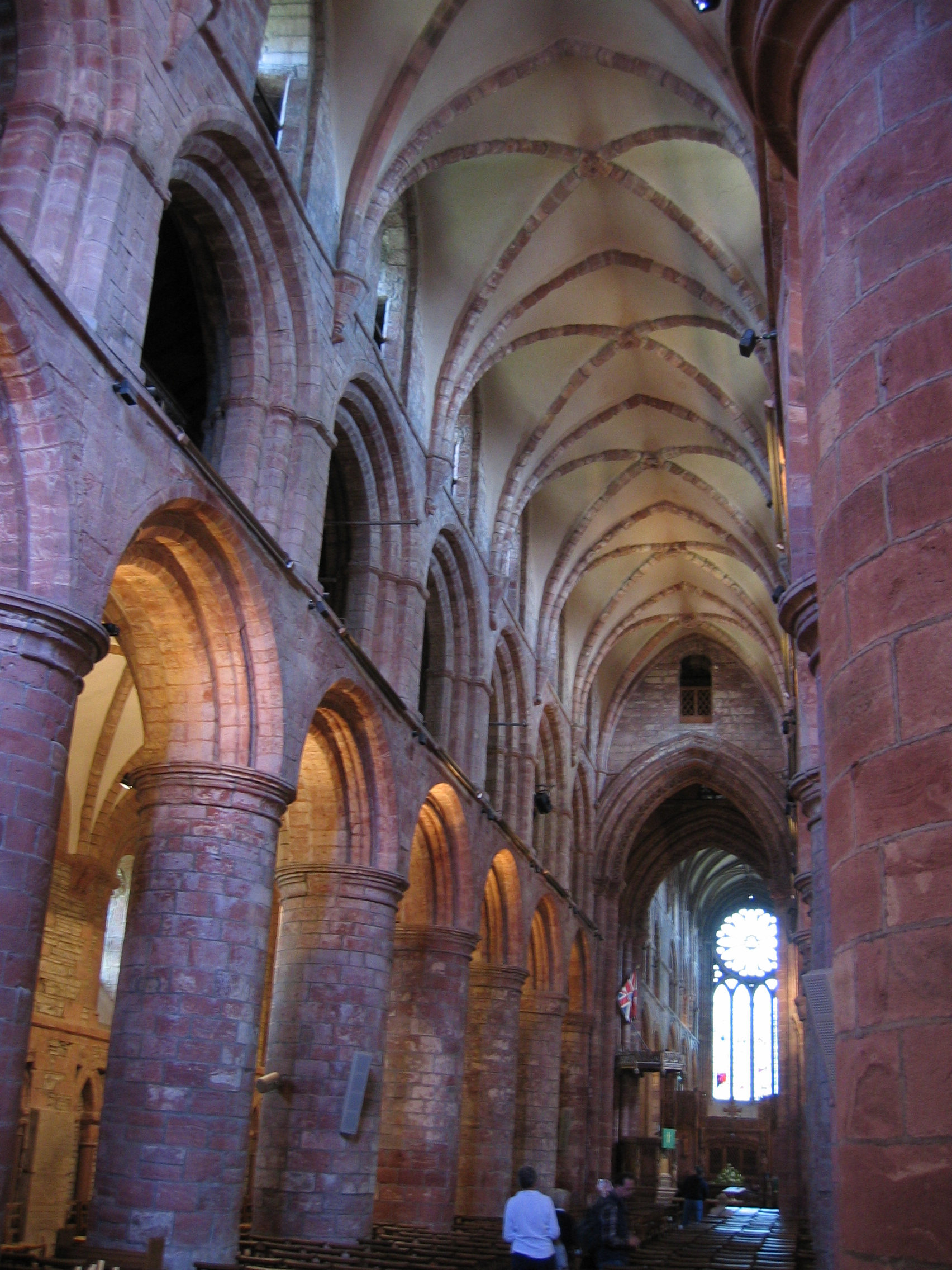
Интерьеры собора

Магнус был похоронен в Крайстчёрч в приходе Берсей на Мейнленде; вскоре по легенде скалистая местность, где он был похоронен, превратилась в чудесный зелёный луг. По преданиям в этой местности стали происходить различные чудеса и исцеления. Оркнейский епископ Уильям Старый объявил все чудеса и сообщения о них ересью и сказками, после чего он ослеп, и зрение к нему возвратилось только после молитвы на могиле святого Магнуса.
Большая часть информации о святом и о событиях, происходивших в то время, доступно благодаря Саге об Оркнейцах.

## Основание собора
Гуннхильд, сестра Магнуса, вышла замуж за могущественного норвежского лендрмана Коля; в 1129 году конунг Норвегии даровал их совместному сыну Рёгнвальду право на власть на Оркнейских островах. Прибывший на острова Рёгнвальд встретил сопротивление островитян под руководством ярла Паля, который унаследовал острова после Хакона. Тогда по совету отца Рёгнвальд пообещал построить новый, большой каменный собор в Керкуолле, в самом большом городе на островах, и переместить туда из прихода Берсей епископскую кафедру и все святыни. Собор было обещано освятить в честь Магнуса, почитаемого на островах; к тому же святой Магнус был родным дядей Рёнгвальда. Обещания возымели действия, и Рёгнвальд захватил в плен ярла Паля и выслал его в Кейтнесс, где впоследствии тот был убит. Ярл Паль являлся сыном Хакона, то есть троюродным братом Рёгнвальда.
В 1135 году Магнус был канонизирован; день его почитания был назначен на 16 апреля. Уже в 1137 году в Керкуолле было начато строительство собора в его честь. Строительство велось под руководством отца Рёгнвальда. Когда строительство начало испытывать финансовые трудности, Коль посоветовал Рёгнвальду восстановить налоги.
В 1158 году когда работы по возведению собора всё ещё велись, Рёгнвальд был убит одним из могущественных людей на Оркнейских островах — Торбьёрном Писарем. Рёгнвальда похоронили в сооружаемом соборе. В 1192 году Рёнгвальд был канонизирован, хотя свидетельства его святости отсутствуют. В XIX веке при проведении работ в соборе останки Рёгнвальда были найдены и повторно преданы земле.

## Строительство

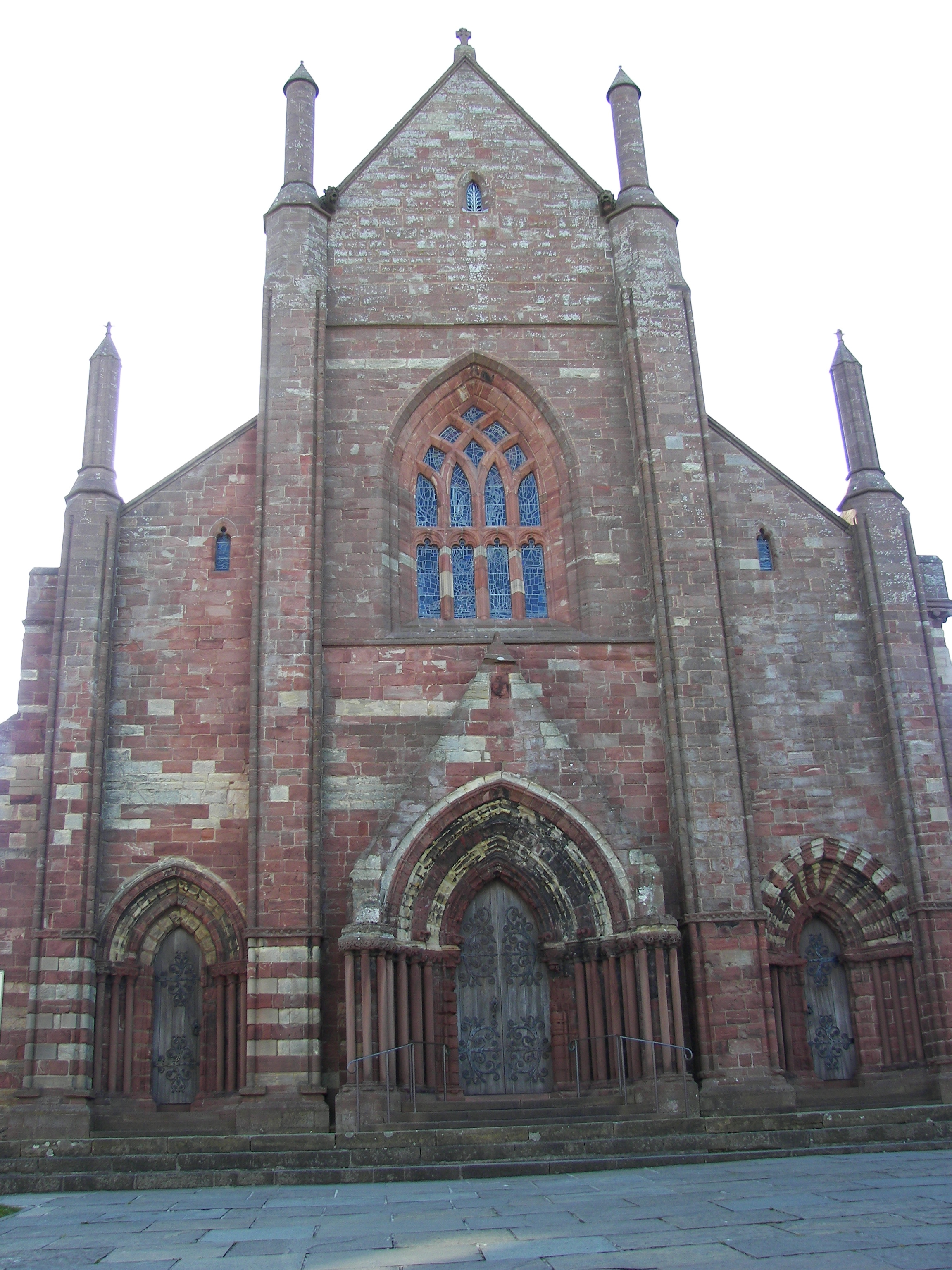
Главный вход собора

Начатый в 1137 году, собор являет собой выдающийся памятник норманнской архитектуры, построенный в романском стиле. Предполагается, что в строительстве собора принимали участие английские каменщики, которые сооружали также Даремский собор. В кладке собора использовался красный песчаник, добываемый возле Керкуолла, а также жёлтый песчаник, добываемый на острове Идей. Часто камни укладывались в шахматном порядке, что придаёт собору ещё большую красоту.
Строительство собора было окончено в течение XII столетия; было возведено 3 крыла здания, а также алтарная восточная часть. О возможной связи с Даремским собором говорят похожие элементы конструкций, такие, как апсиды и трансепт и восемь ниш, похожих на Дарем и Данфермлинское аббатство. К тому времени, когда собор был готов к освящению, мощи святого Магнуса уже находились в нём. В 1917 году кости и череп святого со следами от удара топора были найдены в одной из ниш собора.
В конце XII, начале XIII века собор был расширен на восток; к нему также были пристроены несколько помещений с элементами готического стиля.

## XV—XX века

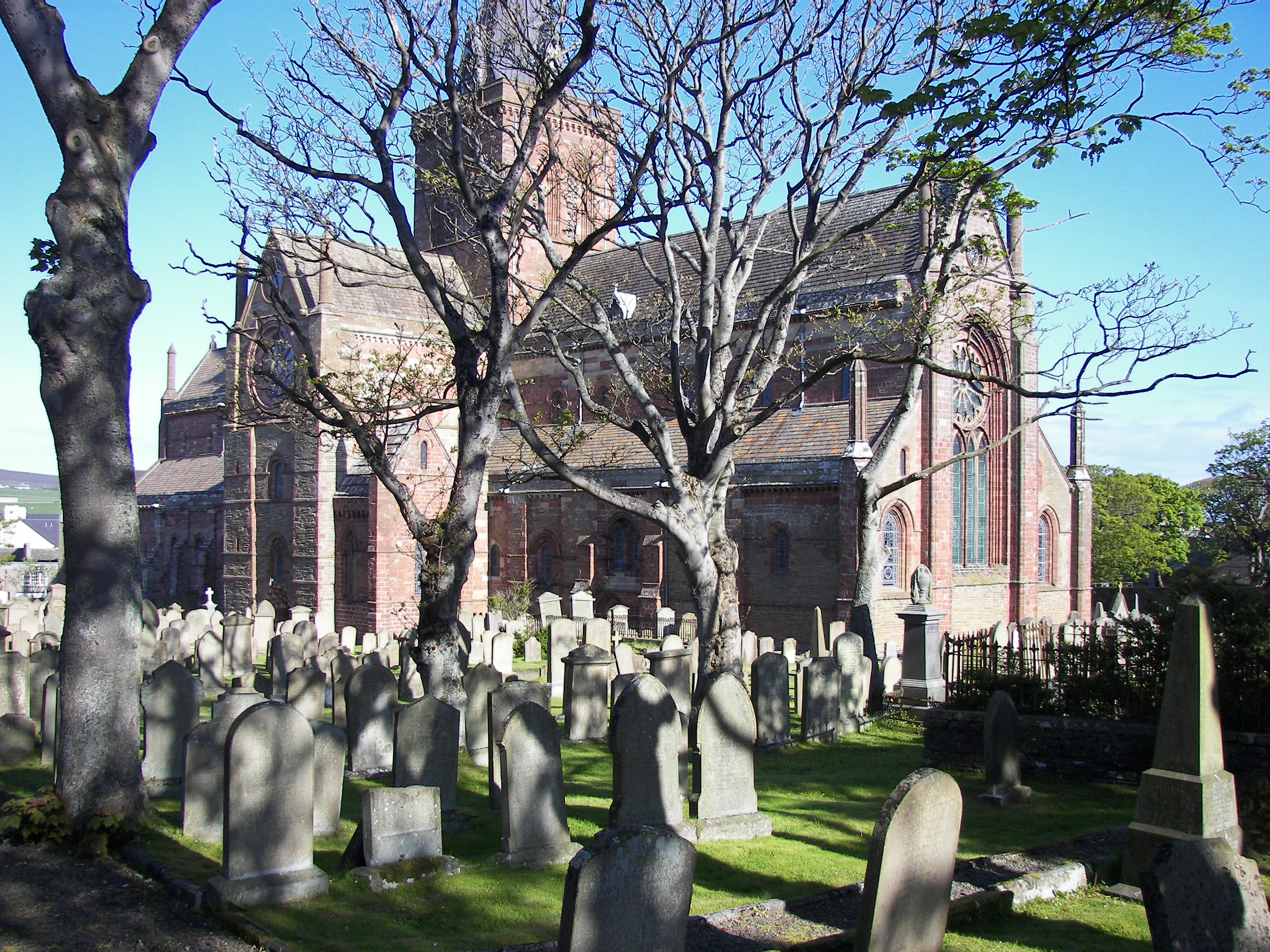
Территорию рядом с собором занимает кладбище

В 1468 году Оркнейские острова были присоединены к Шотландии шотландским королём Яковом III. Оркнейское епископство перешло под контроль Сент-Андрусского архиепископа, после чего ярлы (графы) Оркни и епископы имели шотландское, а не норманнское происхождение.
Реформация на собор святого Магнуса оказала меньшее влияние, чем на другие соборы Шотландии, хотя богатое убранство собора было устранено, а сам собор приведён в соответствие с пресвитерианской молитвенной традицией. Лишь однажды в 1614 году собор чудом избежал разрушения: правительственные войска, подавлявшие восстание, окружили и разрушили Керкуолльский замок и намеревались разрушить собор, поскольку мятежники укрылись внутри. Благодаря вмешательству епископа разрушение собора удалось предотвратить.
Наибольшие восстановительные работы проводились в соборе в начале XX века: так, был восстановлен шпиль собора, утраченный в конце XVII века после попадания молнии. Более высокий новый шпиль обшит медью и отличается от оригинального. Реставрационные работы продолжаются практически непрерывно в течение всего XX века. В 1970 году были обнаружены повреждения в западном крыле, которые могут привести к обрушению всего собора. В 1987 году, в празднование 850-летия собора, королева Елизавета II представила новое отреставрированное западное крыло
```
собора. Собор святого Магнуса является одной из самых хорошо сохранившихся построек той эпохи.
[
2
]
```

## Дворец епископа

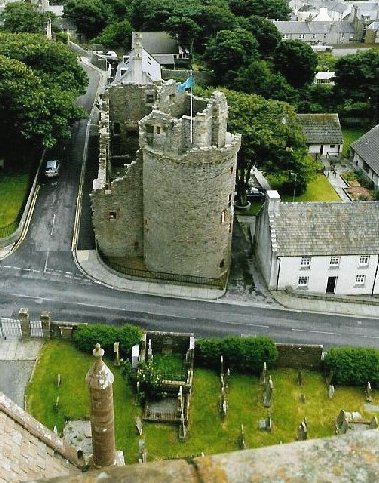
Руины дворца епископа

В то время, когда сооружался собор, рядом с ним воздвигали и резиденцию для епископа Уильяма Старого. Дворец епископа представлял собой большое сводчатое здание, в наше время находится в руинах.
В декабре 1263 года в епископском дворце скончался норвежский король Хокон IV, который находился здесь с целью переждать зиму после поражения в Битве при Ларгсе. Король был на время захоронен в соборе, пока погода не позволила доставить останки в Берген.
К 1540 году дворец превратился в руины, и был восстановлен епископом Робертом Ридом, который пристроил также круглую башню. Роберт Рид был епископом Оркнейским с 1541 до 1558 годы, также он считается основателем Эдинбургского университета.

## Графский дворец

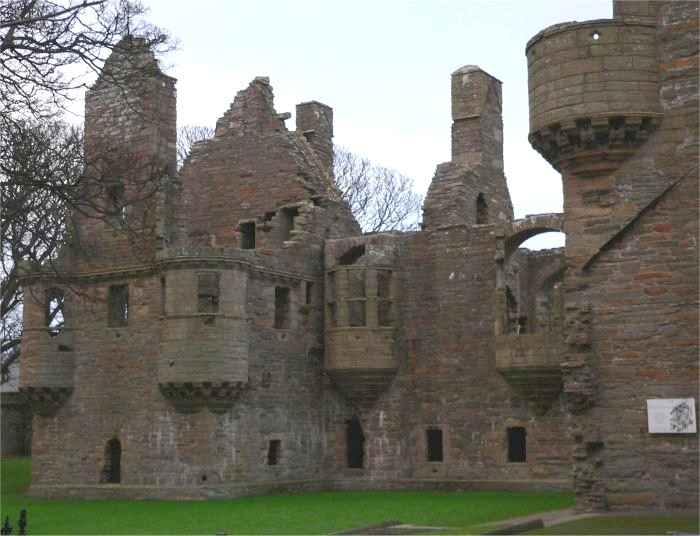
Руины графского дворца

Рядом с собором находятся также руины бывшего дворца ярлов Оркни, который был разрушен во времена правления Стюартов в Шотландии.

## Подземелье
Под собором находится подземные помещения, использовавшиеся как тюрьма, что является уникальным для Великобритании. Точное время создания подземелья неизвестно, примерное время создания принято относить к середине XVI века в период епископства Роберта Рида. Первоначально от суда в подземелье собора вёл пологий спуск, куда отправляли осуждённых, обратно по нему они уже самостоятельно подняться не могли. Во времена Реформации спуск был заделан, и в подземелье спускали уже по лестнице. В XVII веке из подземелья своим возлюбленным была спасена Дженн Форсайт, приговорённая к сожжению за колдовство; впоследствии они укрылись в Манчестере.

## Другое
В соборе похоронен известный шотландский исследователь Джон Рэй, родившийся на Оркнейских островах. В частности, он исследовал Северо-Западный морской путь и принимал участие в поисках экспедиции Франклина.